# カブラ・カブリオーラ
カブラ・カブリオーラ（ポルトガル語: cabra cabriola, cabra-cabriola、「跳ぶ牝ヤギ」の意)は、ポルトガルやブラジルの伝承における想像上のブギーマン的な（行儀良くしないと鬼に食べられるよと子供をたしなめるための）怪物。火を吹き、鋭い歯をもち、子供を食らうヤギの怪物とされる。

## 伝説
カブラ・カブリオーラは、人食いのヤギで、千たび（背を曲げ）跳びはねるとされる（よって名前の cabriolar 「跳ね回る」と合致する）。
カブラ・カブリオーラは、ブギーマン的な怪物で、子供を怖がらせて、悪さをしないように導き躾けるためにもちいられる。大あごで、鋭い歯をもち、 子供たちを食らう。目、鼻、口から火を吹き、次のような常套句を唱えるのである：

| Eu sou a cabra cabriola Que como meninos aos pares Também comerei a vós Uns carochinhos de nada | 私は跳ねヤギ 男の子を二人ずつ食ってやる おまえらだって食ってやるぞ 虫けらふぜいと変らないさ |
| —ペレイラ・ダ・コスタ編（1908年）                                                               |                                                                                             |

唱え文句の台詞は異文もある。
ある説話では、ポルトガル人の母親が、夜稼ぎに出かけるので、三人の子供たちに留守番させなければならない。そして、お母さんの声でなかったら、決して戸を開けてはならないよ、と戒める。最初はこの助言が功を奏し、カブラ・カブリオーラがやってきて例の常套句で挨拶しても、自前の太い声なので、子供たちは用心して相手にしなかった。しかし怪物はあきらめずに母親が帰るまで身を隠して様子を窺い、母親の声色を学習して真似ることにした。そして鍛冶屋のところにいき、舌を金床で鍛え直させ、優しい声が出るようにした。そして家に戻ってきて、今度は次の様に語りかけた：
| Filhinhos, filhinhos, Abri-me a porta, Qu'eu sou vossa mãe; Trago lenha nas costas, Sal na moleira, Fogo nos olhos, Agua na bocca, E leite nos peitos Para vos criar. | 子供たち、子供たち、 私だから戸を開けておくれ 母さんだから 柴を背負って、 塩を頭に担いで 目には火を、 口に水を含ませて 胸には母乳を あんたらを育てるために |
| —ペレイラ・ダ・コスタ編（1908年） | |

子供たちはまんまと騙されてしまい、戸を開けたのでカブラ・カブリオーラに食われてしまった。
カブラ・カブリオーラにまつわる民話は数多いという。ポルトガルのアルガルヴェ地方に伝えられた一篇では、貧しい未亡人の母親が雇われ仕事に出向く際、子供たちにベッドの下に隠れていろと指示する。ところが入れ違いにカブラ・カブリオーラに家に侵入される。悪い予感がして母親が引き返すと、家は内側から鍵がかけられており、鍵穴を覗くと、カブラ・カブリオーラがいった。「飛んで出てこい」とカブラ・カブリオーラに要求するが、ヤギの怪物はお決まり文句に似た詩文を唱えて拒否する。母親は恐ろしいので、狐に鶏を、狼には羊を報酬にあたえ、順番に追い出しを頼むが、いずれも「飛んで出てこい」と言ったものの、拒否されると恐怖で逃げてしまった。すると蟻がやってきて手助けしたいと申し出る。報酬は蜂蜜と油のスープ（sopinhas）を所望するというが、これは家の中にある料理なので、成功しないと支払えないと母親は言った。蟻は小さいながらカブラ・カブリオーラの腹を刺したので、奴は「メーメー」と痛がって鳴いて逃げて行った。

## 類型
ブギーマン（悪戯を我慢できないと鬼に食べられてしまうよ、と子供を躾けるための架空の怪物）的なカブラ・カブリオーラには、同じくブギーマン的に使われる仲間がいくつもいる。ポルトガルやブラジルの伝承のなかでも、狼男（ロビゾーメン、Lupishomens、Lobisomem）をはじめ、パパ・フィーゴ（あるいはパパ・メニノス Papa-meninos）や、騾馬（ムラ）（「神父の騾馬」（Mula-de-padre）は神父の妾でか、その同義とされる「首無しラバ」（ムラ・セン・カベッサ、クルピラ、カアポラ（カイポラ）、クカ（ココ）が挙げられる。
ジルベルト・フレイレの所見では、カブラ・カブリオーラの遡源は、カプリムルグス（Caprimulgus属、ヨダカの一種）にまつわる伝説ではないか、としており、カプリムルグスは、その「ヤギの乳しぼり」いう意味の名の通り、夜になるとヤギの乳をしぼるとされ、人間の子供も食らうとされていた。